# 重水素化ジクロロメタン
重水素化ジクロロメタン（じゅうすいそかジクロロメタン、英: Deuterated dichloromethane）は、ジクロロメタンの同位体置換体（英: isotopologue）である。ジクロロメタン中の水素原子（H）が同位体である重水素（D）に置換されている。重水素化ジクロロメタンは重水素化クロロホルムと比較してより高価であるため、核磁気共鳴分光法において一般的な重溶媒ではない。